# Steven Vitória
Steven de Sousa Vitória (ur. 11 stycznia 1987 w Toronto) – kanadyjski piłkarz portugalskiego pochodzenia występujący na pozycji środkowego obrońcy w portugalskim klubie Boavista FC oraz w reprezentacji Kanady. Wychowanek FC Porto, w swojej karierze grał także w takich zespołach jak Tourizense, SC Olhanense, Covilhã, Estoril Praia, SL Benfica, Philadelphia Union, Lechia Gdańsk, Moreirense FC i GD Chaves. Były młodzieżowy reprezentant Portugalii.